# Осовой, Григорий Васильевич
Григорий Васильевич Осовой (род. 9 февраля 1948, с. Ореховец, Тернопольская область) — украинский профсоюзный деятель. С 26 июня 2014 года. Председатель Федерации профсоюзов Украины (ФПУ).

## Образование
В 1967 году окончил Черновицкий строительный техникум, в 1975-м — Киевский инженерно-строительный институт, работал на производстве.

## Трудовая биография
С 1975 по 1978 гг. занимал ответственные должности на комсомольской работе.
Начиная с 1978 г., Григорий Осовой работает на различных должностях в Укрсовпрофе, Федерации профсоюзов Украины, в 1991—1993 г.г. — Руководителем группы консультантов Совета Федерации (независимых-1991) профсоюзов Украины по вопросам защиты социально-экономических интересов трудящихся.
В январе 1993 г. конгресс ФПУ избрал Осового Г. В. заместителем Председателя ФПУ, а в 1997 году на III съезде Федерации профсоюзов Украины избран первым заместителем Председателя ФПУ.
В 2002 г. на IV съезде ФПУ вновь избран первым заместителем Председателя Федерации профсоюзов Украины.
5 апреля 2006 г. на заседании Совета ФПУ, которое состоялось после V съезда, Осовой Г. В. избран заместителем Председателя Федерации профсоюзов Украины.
Григорий Осовой сочетает профсоюзную деятельность с научно-преподавательской, другой общественной деятельности, является почетным доктором социальных наук, имеет многочисленные печатные труды по проблемам профдвижения и социально-трудовых отношений.
1997—2005 гг. был сопредседателем Национального совета социального партнерства при Президенте Украины. С 2006 года Осовой Г. В. возглавляет трехсторонний орган социального диалога — Украинский координационный комитет содействия занятости населения, является членом Коллегии Фонда госимущества Украины.
С июля 2013 по май 2014 возглавлял правление Фонда социального страхования по временной утрате трудоспособности.
26 июня 2014 на VІІІ заседании Совета ФПУ Осовой Г. В. избран Председателем Федерации профсоюзов Украины. На этой должности он сменил Юрия Кулика, который 26 февраля 2014 года ушел в отставку по собственному желанию.